# Weill Medical College
Le Weill Medical College ou plus exactement Weill Cornell Medical College of Cornell University est un établissement d'enseignement supérieur rattaché à l'université Cornell d'Ithaca dans l'État de New York mais dont les locaux sont situés dans l'Upper East Side de Manhattan.
L'unité regroupe à la fois la faculté de médecine et le laboratoire de recherche médicale. Créée en 1898, l'école s'implante d'emblée à New York qui offrait alors davantage d'infrastructures. L'établissement est par ailleurs l'un des premiers de ce type à admettre des femmes comme étudiantes en même temps que des hommes. Le philanthrope américain Sandy Weill fait partie de ses principaux donateurs.

## Personnalités liées au collège
- Otto F. Kernberg, professeur de psychiatrie
- Henry J. Heimlich , professeur de médecine